# Textron AirLand Scorpion
Lo Scorpion è un aereo statunitense bireattore proposto sul mercato internazionale dei velivoli militari come velivolo a basso costo per svolgere compiti di intelligence, sorveglianza e ricognizione (ISR) ed attacco leggero. L'aereo è in corso di sviluppo da parte della Textron AirLand, LLC, una joint venture tra Textron e AirLand Enterprises, LLC.
La Airland Enterprises LLC, partner della Textron nel progetto, è indicata dal portavoce della Textron David Sylvestre come "un gruppo di investitori esterni originariamente rivoltisi alla Textron con l'idea di un aereo tattico a basso costo."
Un prototipo è stato costruito in segreto dalla Cessna presso il proprio stabilimento di Wichita in Kansas tra l'aprile 2012 e il settembre 2013 e ha volato la prima volta il 12 dicembre 2013.

## Prospettive
Il velivolo è destinato a gestire i profili di missione tipicamente svolti negli Stati Uniti dalla Air National Guard, tra cui l'interdizione sul territorio nazionale, reazione rapida in caso di catastrofi naturali, pattugliamento dello spazio aereo nazionale e missioni su campi di battaglia a basso rischio. Il produttore sostiene che il velivolo sia a basso costo e che sarebbe in grado di operare ad un costo di circa 3 000 dollari all'ora. Anche se l'United States Air Force statunitense non ha fornito un requisito per questo tipo di velivolo, la Textron AirLand ritiene di poter effettuare vendite senza un requisito o una lunga gara per la fornitura. Lo Scorpion sarà offerto per l'esportazione indipendentemente dall'adozione da parte dell'USAF, anche se un contratto nazionale dovrebbe aumentare le vendite all'estero. Si presume che nazioni del Medio Oriente e della regione del Pacifico possano dimostrare interesse sebbene attualmente i ruoli di attacco e ricognizione leggeri siano in genere effettuati con aeroplani a turboelica e UAV, spesso a costi inferiori. L'idea che anche gli Stati Uniti possano adottare un progetto del genere ruota attorno all'alto costo del Lockheed Martin F-35 Lightning II che invece è progettato per missioni ad alto rischio. Potrebbe generarsi un requisito per la gestione di missioni a basso costo, per le quali lo Scorpion sarebbe adatto. Si potrebbe quindi riaprire lo storico piccolo mercato per i velivoli tattici. Si prevede che 60 nazioni possano richiedere velivoli tattici, ma non possono permettersi i modelli di fascia alta. Nazioni che operano velivoli a turboelica potrebbero vedere lo Scorpion come un aereo a getto da impiegare in sostituzione delle flotte attuali e gli attuali operatori di F-16 potrebbero decidere di impiegare un aereo con minori prestazioni.
Gli analisti ritengono che lo Scorpion sarà difficile da vendere all'Air Force, che non ha mostrato nessun interesse per un tale aeromobile. I tagli di bilancio ne fanno un programma poco attraente e le missioni di guerra asimmetrica, pattugliamento delle frontiere, sorveglianza marittima, aiuti di emergenza, lotta al narcotraffico e operazioni di difesa aerea sono svolte con efficacia dagli aerei pilotati a distanza (RPA). Il mercato di riferimento sarebbe quindi la Guardia Nazionale Aerea degli Stati Uniti e le nazioni straniere che non possono permettersi gli F-35, ma vogliono un aereo in grado di svolgere missioni ISR e di attacco leggero meglio degli aerei a turboelica. È stato ipotizzato che la Textron AirLand abbia già specifici clienti stranieri in mente. Lo scenario negli Stati uniti vede l'A-10 che ha resistito a diversi tentativi di pensionamento ed è stato recentemente ammodernato. L'US Air Force sta prendendo in considerazione di mandare in pensione i suoi biturboelica Beechcraft C-12 Huron. In questo contesto, acquisire e gestire la manutenzione dello Scorpion costerebbe meno della gestione di A-10 o F-16 aggiornati. Di contro, per il ruolo di pattugliatore aereo, lo Scorpion necessiterebbe di un radar e della capacità di volare a velocità supersonica, similmente a quanto era in grado di fare il Northrop F-20 Tigershark degli anni ottanta che perse la competizione per l'acquisizione con l'F-16.
Ulteriore opportunità la offrirebbe il programma TX-Trainer che richiede un aereo della classe dello Scorpion; la Textron Airland ha dichiarato che l'aereo potrebbe essere modificato per soddisfare i requisiti del programma, che richiederebbe però una riprogettazione con motori più potenti e cambiamenti nella configurazione alare.
Nei decenni precedenti è esistito un mercato per i jet leggeri d'attacco ad ala fissa, ma a partire dagli anni ottanta, il mercato si è praticamente esaurito in quanto i paesi più ricchi hanno optato per aerei con alte prestazioni, mentre i paesi più poveri hanno optato per aerei a turboelica e elicotteri d'attacco. Non è comunque chiaro se lo Scorpion sarà meno costoso e avrà migliori prestazioni rispetto ai turboelica o UAV in termini di raggio d'azione, autonomia, prestazioni a bassa quota e sensori.
Textron AirLand ha effettuato con la Royal Navy un ciclo di voli dimostrativi dello Scorpion per l'eventuale adozione come piattaforma da sorveglianza marittima, con possibilità di impieghi antinave e antisommergibile. Lo Scorpion ha effettuato otto missioni scortato da un elicottero Sea King ASaC.7 del Naval Air Sqn. 849 di Culdrose, mentre l'aereo era ospite del centro di sperimentazione di Boscombe Down.
L'equipaggio del Sea King aveva un team di specialisti della Royal Navy che hanno monitorato le missioni del CAS/COIN leggero americano e che si è detto impressionato dalle doti di autonomia del bireattore di Textron, che ha dato prova di poter permanere in volo anche per tre ore e mezza. Il prototipo è stato in Gran Bretagna alla fine dell'estate 2015, come ultima tappa di un "tour" promozionale iniziato a giugno al Salone di Le Bourget e proseguito con dimostrazioni in Bulgaria e Romania, che si sono dette interessate a quest'aeromobile da attacco leggero per i costi contenuti di acquisizione e gestione.
Textron per le esigenze di pattugliamento marittimo e ricognizione della Royal Navy offrirebbe una "suite" avionica che comprende il radar ad apertura sintetica Thales I-Master e una torretta multisensore elettro-ottica/infrarossa L3/Wescam MX-15, oltre a un nuovo cruscotto digitale e un impianto antighiaccio per far fronte al clima rigido del nord della Gran Bretagna.